# 玄界灘海難事故
玄界灘海難事故（げんかいなだかいなんじこ）とは、2003年（平成15年）7月2日と7月6日、福岡県沖の玄界灘において、海上衝突予防法を無視した二隻の大韓民国の貨物船が日本の漁船および水産庁の漁業取締船に相次いで衝突した連続海難事故である。
いずれの衝突事故においても大型であった韓国籍の貨物船は無傷であったが衝突により重大な被害を受けた日本船に対する救助活動は一切行わなかった。

## 第18光洋丸とフン・ア・ジュピターの衝突
2003年7月2日、福岡県沖の玄界灘でパナマ船籍、韓国興亜海運社所有の貨物船「フン・ア・ジュピター」（3372トン・16人乗り組み）が巻き網漁船「第18光洋丸」（135トン・21人乗り組み）と衝突した。第18光洋丸の乗組員17名が海に投げ出されたため、直後から日本の漁船の船団は救出活動を開始したが、貨物船は救助を行わず傍観していた。死者1名、行方不明者6名、負傷者2名を出した。

### 経緯
6月29日
- 0時0分 - 第18光洋丸が山口県下関漁港を灯船2隻とともに出港。

7月1日
- 21時45分 - フン・ア・ジュピターが韓国釜山港を出港し、広島港に向かう。

7月2日
- 1時54分 - 第18光洋丸は、沖ノ島灯台沖で、灯火などを点灯して投網を開始。
- 1時58分 - 第18光洋丸が7.1海里先にフン・ア・ジュピターのレーダー映像を確認。動静監視を行う。また、フン・ア・ジュピターも第18光洋丸などの船団を視認。
- 2時12分 - フン・ア・ジュピターが第18光洋丸から3.5海里の距離に接近する。第18光洋丸は他の漁船と網を張り揚網中で、移動することができなかったため、運搬船をフン・ア・ジュピター号に向かわせて注意を喚起するとともに、網の大きさを示すために他の漁船に網の反対側に寄るように指示。さらに、船橋前部の作業灯を点滅させる。しかしフン・ア・ジュピターは十分な動静監視をしておらず、衝突の危険性に気づかなかった。
- 2時21分 - フン・ア・ジュピターが第18光洋丸から1海里の距離に接近したので、第18光洋丸は網の位置を示すため他の漁船を網の北西側に沿って走らせ、サーチライトをフン・ア・ジュピターに向けて照射し、汽笛を連吹する。
- 2時23分 - 第18光洋丸が船上の照明を全て点灯。フン・ア・ジュピターが第18光洋丸に接近しすぎたことに気づき、右転。
- 2時25分 - 第18光洋丸の左舷中央にフン・ア・ジュピターの船首が衝突。17名が海に投げ出される。

### フン・ア・ジュピターの不可解な行動
第18光洋丸は他の複数の漁船間で網を張っていたため、回避不可能の状態だった。そのため、フン・ア・ジュピターへ、繰り返し漁灯や警笛で合図を送っており、回避義務は法的にも韓国船側にあった。だが、フン・ア・ジュピターは第18光洋丸をトロール船だと思い、速度を落とさずにそのまま直進し、第18光洋丸に衝突した。また、フン・ア・ジュピターは衝突後も航行に問題はなく、また自船にはけが人が1人もいなかったにもかかわらず、救出活動は一切せず、その場を離脱しようとした。

## からしま とコレックス・クンサンの衝突
2003年7月6日、第18光洋丸とフン・ア・ジュピターの衝突事故による行方不明者を捜索中だった水産庁漁業取締船「からしま」（499トン・16人乗り組み）が2隻の国籍不明船に遭遇した。1隻目の国籍不明船に対する回避操作中、2隻目の国籍不明船に接近されたため、衝突の危険性を回避するべく、からしまは停船した。しかし停船直後、同海域にいた韓国の貨物船「コレックス・クンサン」（4044トン・13人乗り組み）に左舷より衝突され破損・浸水した。からしまを除くいずれの船も海上衝突予防法を無視していた。国籍不明船は2隻とも逃走した。からしまの乗組員は、付近にいた同庁取締船「海鳳丸」に全員救助されたものの、1人が軽傷を負った。また、からしまの船体の損傷は激しく曳航不能の状態であり、漂流ののち現場近くで沈没した。

### コレックス・クンサンの不可解な行動
海上衝突予防法第14条により、真向かいに行き会う場合はそれぞれ針路を右に転じなければならないと定められているにも拘らず、コレックス・クンサンは左に転進して、からしまと衝突した。また、この事故でもフン・ア・ジュピター同様にコレックス・クンサンは救助活動をしなかった。

## 事故後
- 同じ日に長崎男児誘拐殺人事件が発生したため、事故が大きく報じられることはなかった。
- 韓国側から謝罪や補償が行われたという報道は一切無い。
- その後、フン・ア・ジュピター乗組員の韓国人『I二等航海士』に福岡地裁小倉支部は業務上過失致死傷などの罪で懲役5年の求刑に対し「わずかしか針路変更をせず、適切な回避義務を怠ったことは無謀。衝突、沈没の事故に発展する予測はできたはず」「漁船側に落ち度はなく、遺族の処罰感情は厳しい。過失は重大で、実刑は免れない」として懲役3年の実刑判決を下した[9][10]。
- 2003年8月6日に合同慰霊祭が行われた。